# デュエット (テル・ブルッヘンの絵画)
『デュエット』（仏: Le Duo、英: Duet）、または『デュエット、リュート奏者と歌手』（デュエット、リュートそうしゃとかしゅ、仏: Le Duo, joueur de luth et chanteuse）は、オランダ絵画黄金時代の画家ヘンドリック・テル・ブルッヘンが1628年にキャンバス上に油彩で制作した絵画である。「H. T. Brugghen fecit 1628」という画家の署名と制作年が記されている。作品は1954年に購入されて以来、パリのルーヴル美術館に所蔵されている。

## 作品
ヘンドリック・テル・ブルッヘンはアブラハム・ブルーマールトのもとで修業を積んだ後に、1604-1614年にかけてローマでカラヴァッジョの作品を徹底的に研究した。オランダに帰国後は、ユトレヒトのカラヴァッジェスキ (カラヴァッジォ派)としてイタリアの力強いバロック様式をオランダに普及させた。しかし、暗く憂愁漂うカラヴァッジョの作風とは異なり、テル・ブルッヘンの作品は生きる喜びを発散させている。
この絵画では、男が奏でるリュートの音楽に合わせ、彼と背後の若い女が声高らかに歌っている。リュート奏者の派手な服装や羽根飾りのある帽子は、演劇の世界、あるいは16世紀のブルゴーニュ公国の衣装のようである。女も羽根に加えて真珠のペンダントを髪に飾っている。彼女の広く開いた襟元からは胸が大きく覗き、赤い色のスカートがとりわけ鑑賞者の目を引く。
羽根飾りのあるベレー帽は、一般的に官能性を示唆する。また、16世紀のアムステルダムの図像解説では、胸元の開いた衣服は卑猥さを表現するためのものであった。一見して、魅力的で幸福な本作の場面は、 道徳的な教訓を示すものとして意図されたのである。一方で、この絵画は五感の1つである「聴覚」を目に見えるような形で表しているとも考えられる。